# 東橋本
東橋本（ひがしはしもと）は、神奈川県相模原市緑区の町名。現行行政地名は東橋本一丁目から東橋本四丁目。住居表示実施済区域。

## 地理
緑区の東部に位置し、南に大山町、西に橋本、北に東京都町田市小山町、東に相模原市中央区宮下本町と相模原市中央区宮下と接している。

### 河川
- 境川

### 地価
住宅地の地価は、2023年（令和5年）1月1日の公示地価によれば、東橋本2-10-14の地点で25万8000円/m2、東橋本3-14-8の地点で27万円/m2となっている。

## 世帯数と人口
2020年（令和2年）10月1日現在（国勢調査）の世帯数と人口（総務省調べ）は以下の通りである。
| 丁目         | 世帯数    | 人口    |
| ------------ | --------- | ------- |
| 東橋本一丁目 | 1,063世帯 | 1,933人 |
| 東橋本二丁目 | 1,862世帯 | 3,608人 |
| 東橋本三丁目 | 1,123世帯 | 2,635人 |
| 東橋本四丁目 | 623世帯   | 1,507人 |
| 計           | 4,671世帯 | 9,683人 |

### 人口の変遷
国勢調査による人口の推移。
| 年                 | 人口  |
| ------------------ | ----- |
| 1995年（平成7年）  | 7,604 |
| 2000年（平成12年） | 8,927 |
| 2005年（平成17年） | 9,499 |
| 2010年（平成22年） | 9,681 |
| 2015年（平成27年） | 9,803 |
| 2020年（令和2年）  | 9,683 |

### 世帯数の変遷
国勢調査による世帯数の推移。
| 年                 | 世帯数 |
| ------------------ | ------ |
| 1995年（平成7年）  | 2,958  |
| 2000年（平成12年） | 3,590  |
| 2005年（平成17年） | 4,084  |
| 2010年（平成22年） | 4,382  |
| 2015年（平成27年） | 4,470  |
| 2020年（令和2年）  | 4,671  |

## 学区
市立小・中学校に通う場合、学区は以下の通りとなる（2023年5月時点）。
| 丁目         | 番・番地等 | 小学校               | 中学校             |
| ------------ | ---------- | -------------------- | ------------------ |
| 東橋本一丁目 | 全域       | 相模原市立宮上小学校 | 相模原市立旭中学校 |
| 東橋本二丁目 | 全域       | 相模原市立宮上小学校 | 相模原市立旭中学校 |
| 東橋本三丁目 | 全域       | 相模原市立宮上小学校 | 相模原市立旭中学校 |
| 東橋本四丁目 | 全域       | 相模原市立宮上小学校 | 相模原市立旭中学校 |

## 事業所
2021年（令和3年）現在の経済センサス調査による事業所数と従業員数は以下の通りである。
| 丁目         | 事業所数  | 従業員数 |
| ------------ | --------- | -------- |
| 東橋本一丁目 | 62事業所  | 463人    |
| 東橋本二丁目 | 92事業所  | 802人    |
| 東橋本三丁目 | 38事業所  | 267人    |
| 東橋本四丁目 | 28事業所  | 252人    |
| 計           | 220事業所 | 1,784人  |

### 事業者数の変遷
経済センサスによる事業所数の推移。
| 年                 | 事業者数 |
| ------------------ | -------- |
| 2016年（平成28年） | 211      |
| 2021年（令和3年）  | 220      |

### 従業員数の変遷
経済センサスによる従業員数の推移。
| 年                 | 従業員数 |
| ------------------ | -------- |
| 2016年（平成28年） | 1,760    |
| 2021年（令和3年）  | 1,784    |

## 施設
- ザ・ビッグ 相模原東橋本店[15]。

## その他

### 日本郵便
- 郵便番号 : 252-0144[3]（集配局 : 橋本郵便局[16]）。